# Drosophila jagri
Drosophila jagri este o specie de muște din genul Drosophila, familia Drosophilidae, descrisă de Prakash și C. Adinarayana Reddy în anul 1979. Conform Catalogue of Life specia Drosophila jagri nu are subspecii cunoscute.